# Côm hoa lớn
Côm hoa lớn (danh pháp khoa học: Elaeocarpus grandiflorus) là một loài thực vật có hoa trong họ Côm. Loài này được Sm. mô tả khoa học đầu tiên năm 1809.

## Hình ảnh

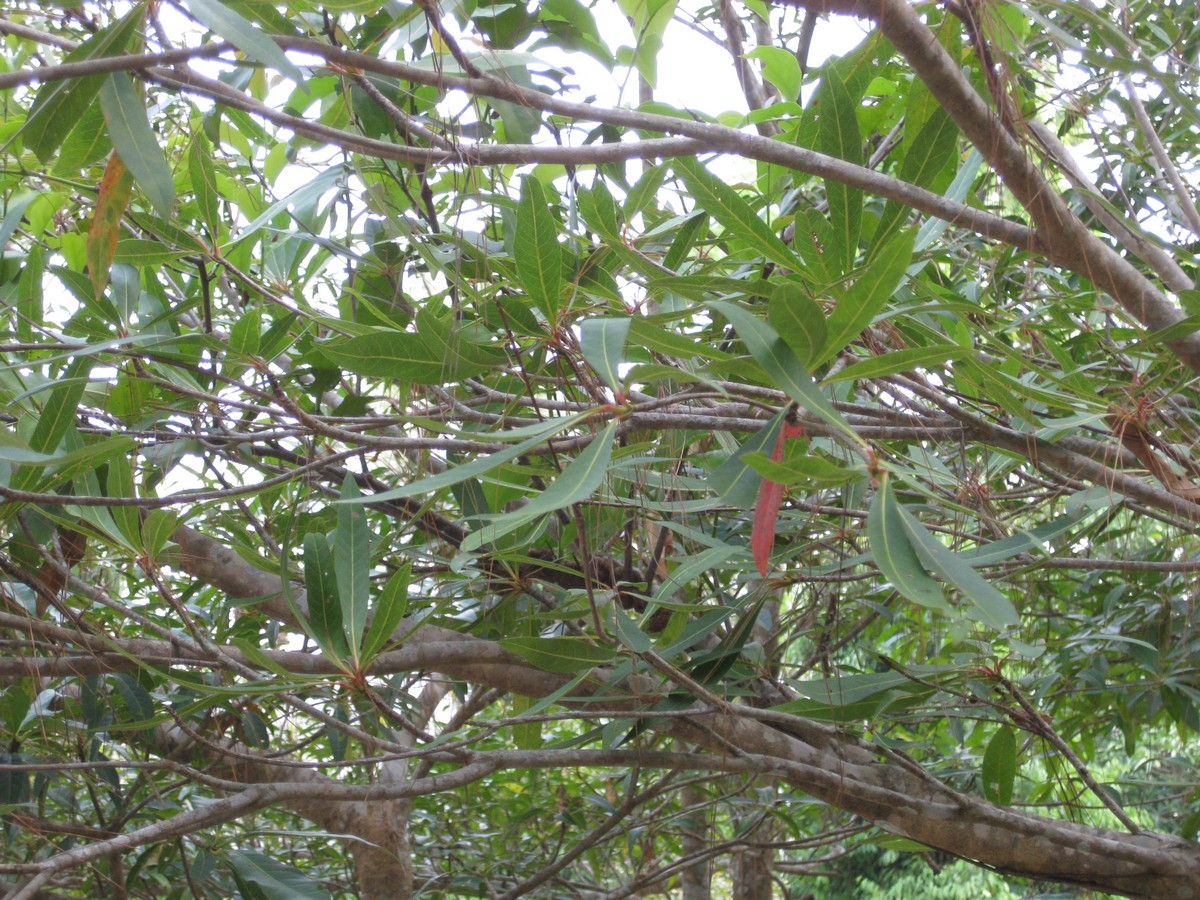